# Falesia

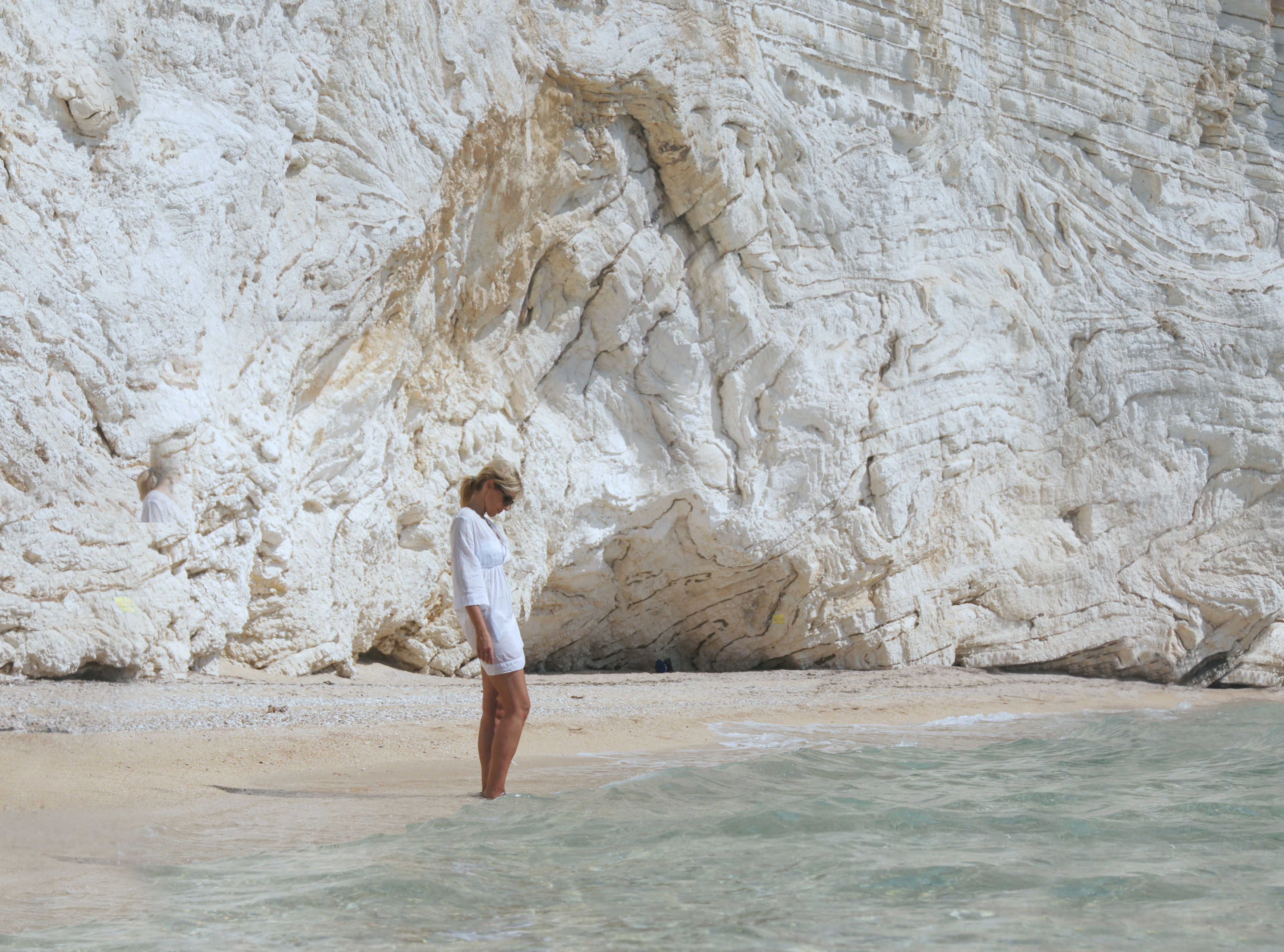
Falesia della Baia delle Zagare a Mattinata

La falesia è una costa rocciosa con pareti a picco, alte e continue. Si distinguono:
- falesie "morte" o inattive: la spiaggia le separa dal mare;
- falesie "vive" o attive: battute direttamente dal mare, come per es. nel caso delle falesie di Duino.

Ogni falesia può avere differenti caratteristiche e varia in base alla tipologia di roccia di cui è composta, come per esempio granito, calcare, arenaria, ecc. In molti casi, come in Francia, grotte e anfratti naturali nelle falesie hanno ospitato comunità neolitiche.
In arrampicata per falesia si intende una fascia rocciosa, di norma intesa come sito d'arrampicata, ossia area per la pratica dell'arrampicata sportiva. Sono esempi di grandi falesie nel mondo Céüse in Francia, Siurana in Spagna, Mišja Peč in Slovenia.

## Le falesie più alte

### In Europa

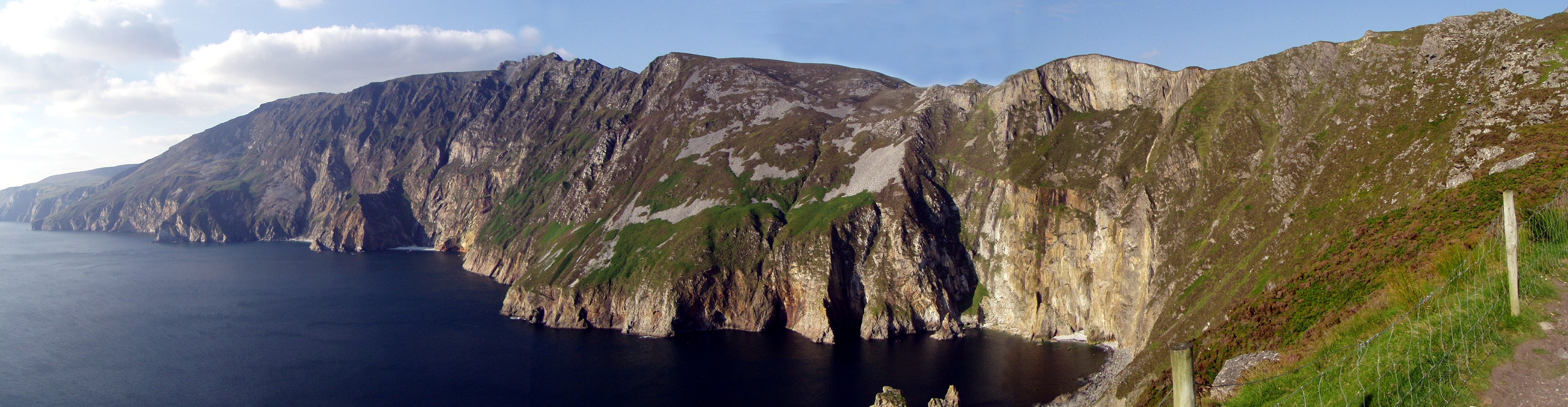
Slieve League, per molto tempo ritenute le più alte d'Europa

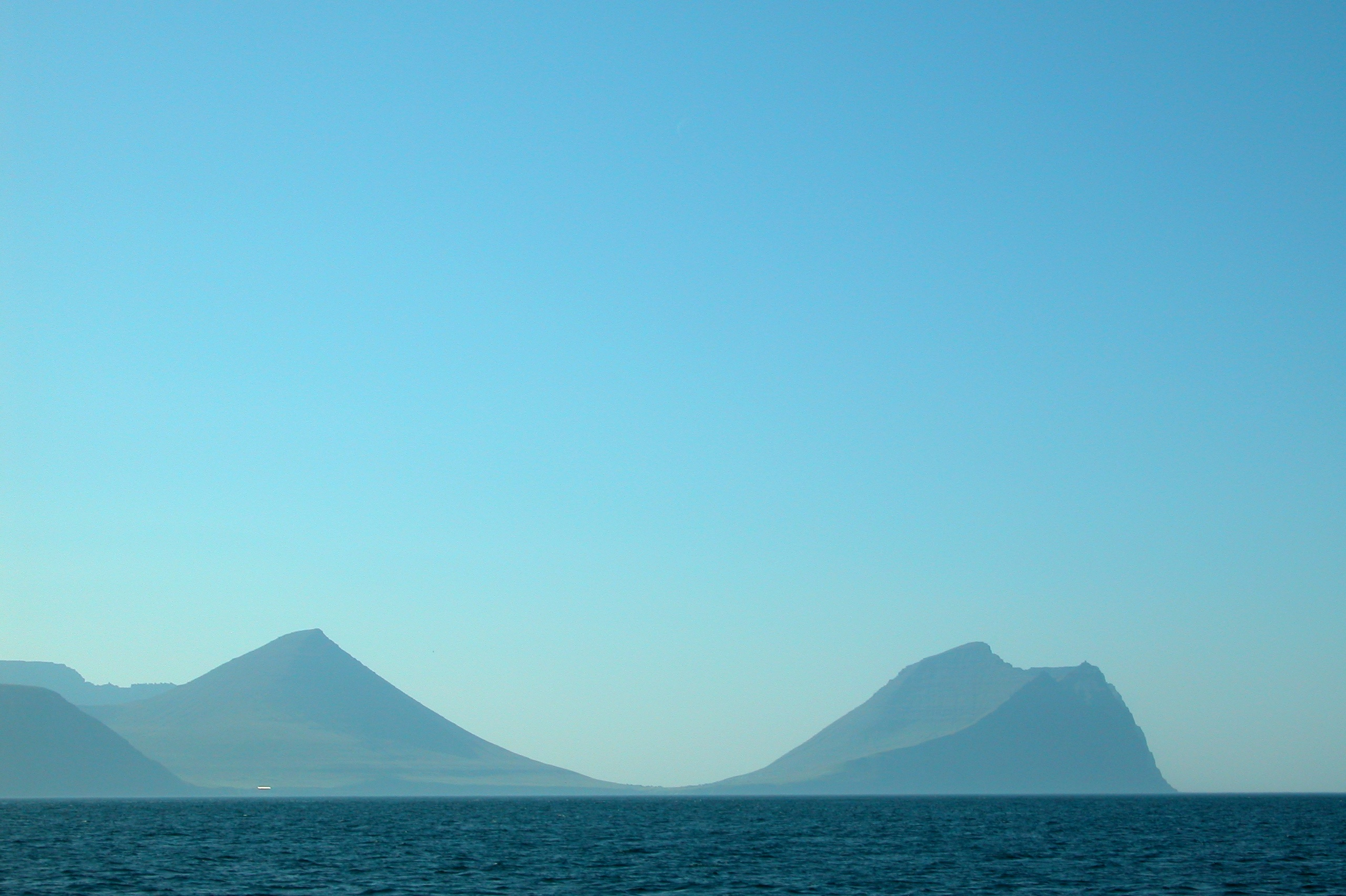
Capo Enniberg
Il promontorio delle Isole Fær Øer, a destra nella foto, forma le falesie più alte d'Europa

C'è molta confusione su quale siano le falesie più alte d'Europa, per la scoperta di posti un tempo sperduti o tenuti poco in considerazione, o anche per la difficoltà di stabilire cosa sia una montagna nei pressi del mare e una falesia a tutti gli effetti. Per molto tempo, le falesie che si sono fregiate del record europeo sono le irlandesi Slieve League, alte 601 metri, che su una placca del luogo continuano a definirsi tali.
Questo fatto viene anche avallato dalle guide turistiche portoghesi, che definiscono Cabo Girão la seconda in altezza. Se Preikestolen, in Norvegia già supera le Slieve League di soli 3 metri (cade in un fiordo), da tempo, tuttavia, sempre in Irlanda sono state portate alla ribalta delle controparti che quasi nessuno conosceva, Croaghaun sull'isola di Achill, alte circa una sessantina di metri in più delle Slieve League. Se appare naturale che gli abitanti di Achill identifichino il monte della loro isola come la falesia più alta d'Europa, di fatto anche questo non è vero. Sull'isola di Viðoy, nelle Isole Fær Øer, Capo Enniberg cade addirittura in mare da 750 metri, e la falesia che corre sui due lati della punta dell'isola greca di Amorgos arriva a 760 metri (da Google Maps). La classifica vedrebbe questo risultato:
- falesie del monte Krilelo. isola greca di Amorgos, 760 m sul livello del Mar Egeo;
- Cape Enniberg, Isole Fær Øer, 750 m sul livello del Mare del Nord;
- Punta Giradili, Baunei Ogliastra, Sardegna, Italia, 746 m sul livello del Mar Mediterraneo;

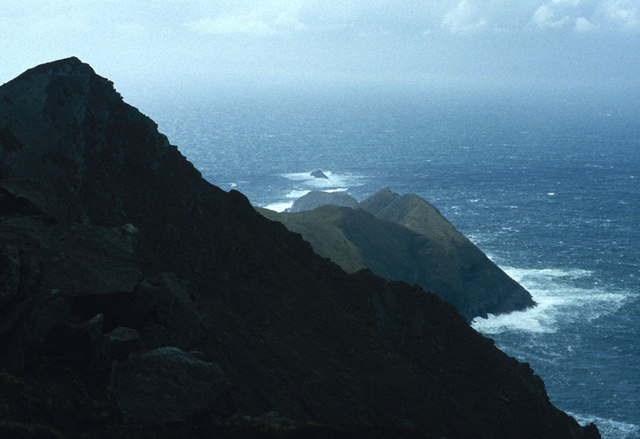
Croaghaun, Irlanda
Questa montagna di quarzite batte la nutritissima concorrenza irlandese e per molti, erroneamente, forma le falesie più alte d'Europa

- Croaghaun, Achill Island, Irlanda, 668 m sull'Oceano Atlantico;
- Vixía de Herbeira, Galizia, Spagna, 621 m sull'Oceano Atlantico;
- Preikestolen, Norvegia, 604 m sul fiordo Lysefjorden;
- Slieve League, Donegal, Irlanda, 601 m sull'Oceano Atlantico;
- Cabo Girão, Isola di Madera, Portogallo 589 m sull'Oceano Atlantico;
- Monte Sant'Elia (Palmi), Palmi, Italia, 580 m sul Mar Tirreno

Lunghe svariati chilometri, in rapporto con la loro altezza, le Slieve League possono continuare a fregiarsi come le falesie più imponenti d'Europa.

### Nel mondo
- Thumbnail, Torssukatak Fjord nel sud della Groenlandia, circa 1500 metri; sono le falesie marine più alte del mondo;
- Molokai, Umilehi Point, Hawaii, 1010 metri.

## Altre falesie

### Australia

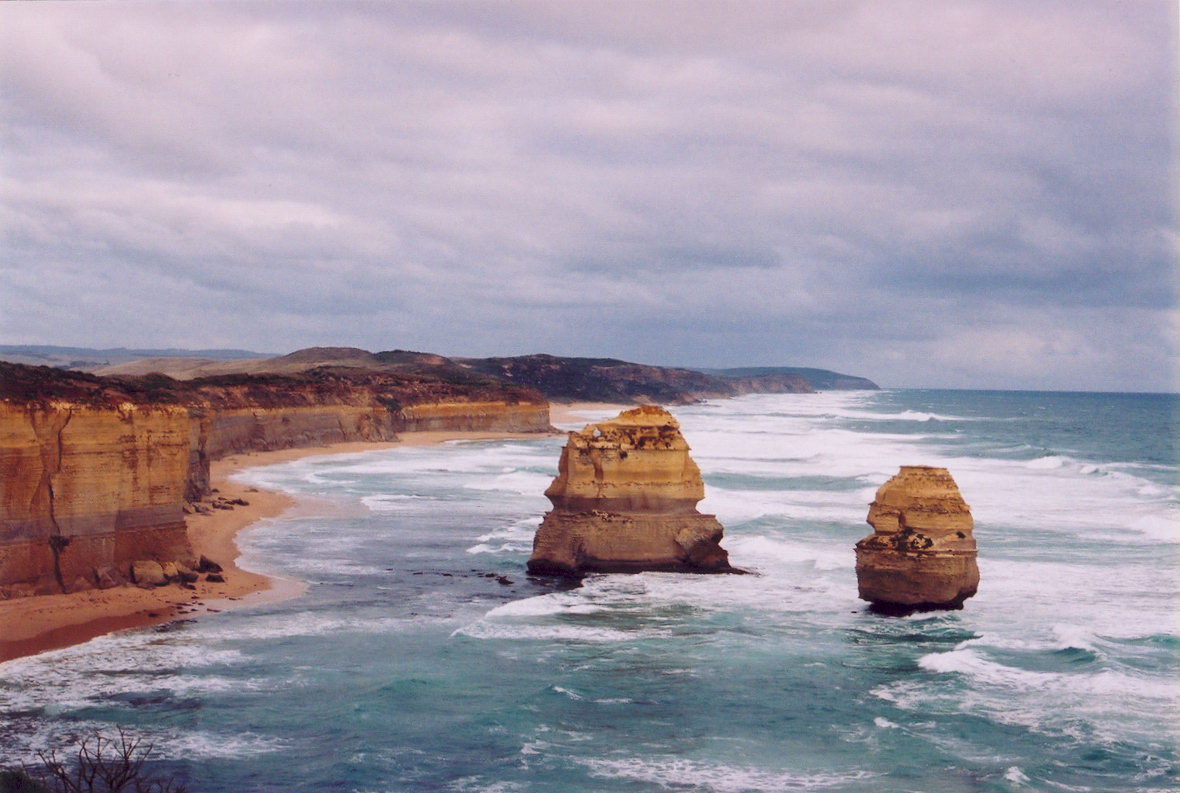
I Dodici Apostoli, Australia

- Gibson Steps, Port Campbell, Victoria
- I Dodici Apostoli, Port Campbell, Victoria
- London Arch, Port Campbell, Victoria
- Parco nazionale Port Campbell, Victoria

### FRA

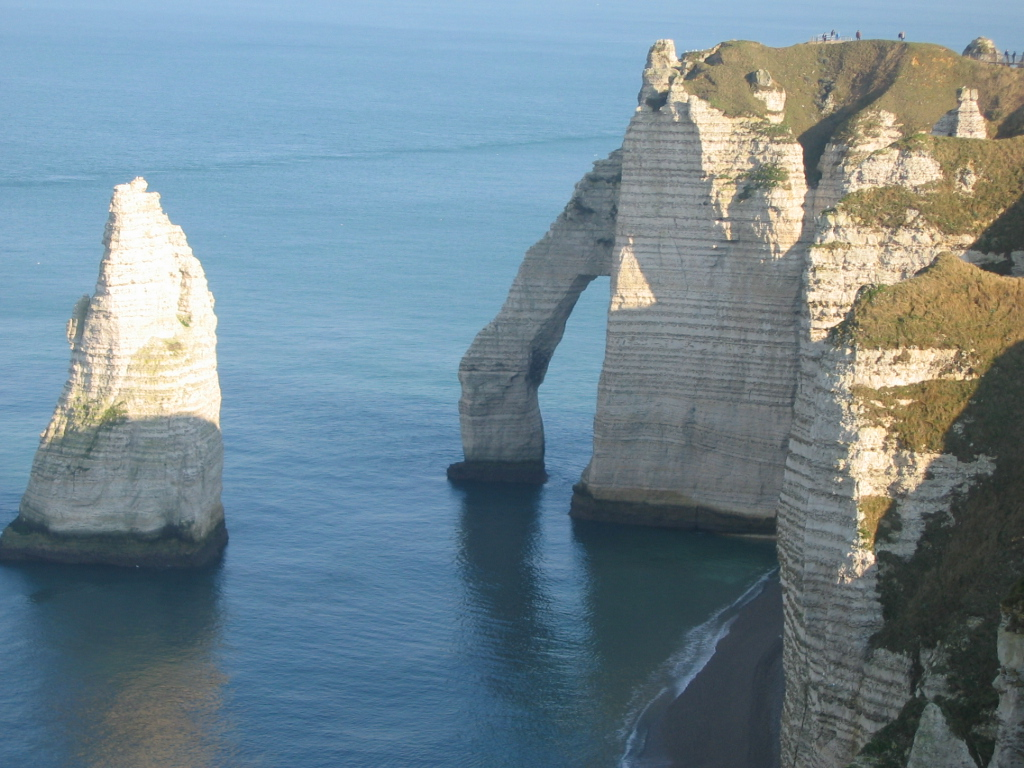
Falesie di Étretat, immortalate da molti artisti impressionisti

### Danimarca
- Møns Klint

### Francia
- Étretat
- Côte d'Opale

### Germania
- Helgoland

### Giappone
- Okinawa

### Grecia
- Petani, Cefalonia

### Irlanda
- Croaghaun, Achill Island, contea di Mayo, 664 m
- Slieve League, co.Donegal, 601 m
- Minaun, Achill Island, contea di Mayo, 403 m
- Cliffs of Moher, co.Clare, 214 m sull'Oceano Atlantico
- Dún Aengus, Inishmore, Isole Aran, Contea di Galway
- Dún Bhaloir, Tory Island, co.Donegal
- Glen Head, Contea di Donegal
- Horn Head, co.Donegal
- Kilkee, Contea di Clare
- Capo Slea, Contea di Kerry (punto più occidentale d'Europa)
- Céide Fields e Downpatrick Head, contea di Mayo
- Capo Bray, Contea di Wicklow

Per l'Irlanda del Nord, vedi Regno Unito

### Italia

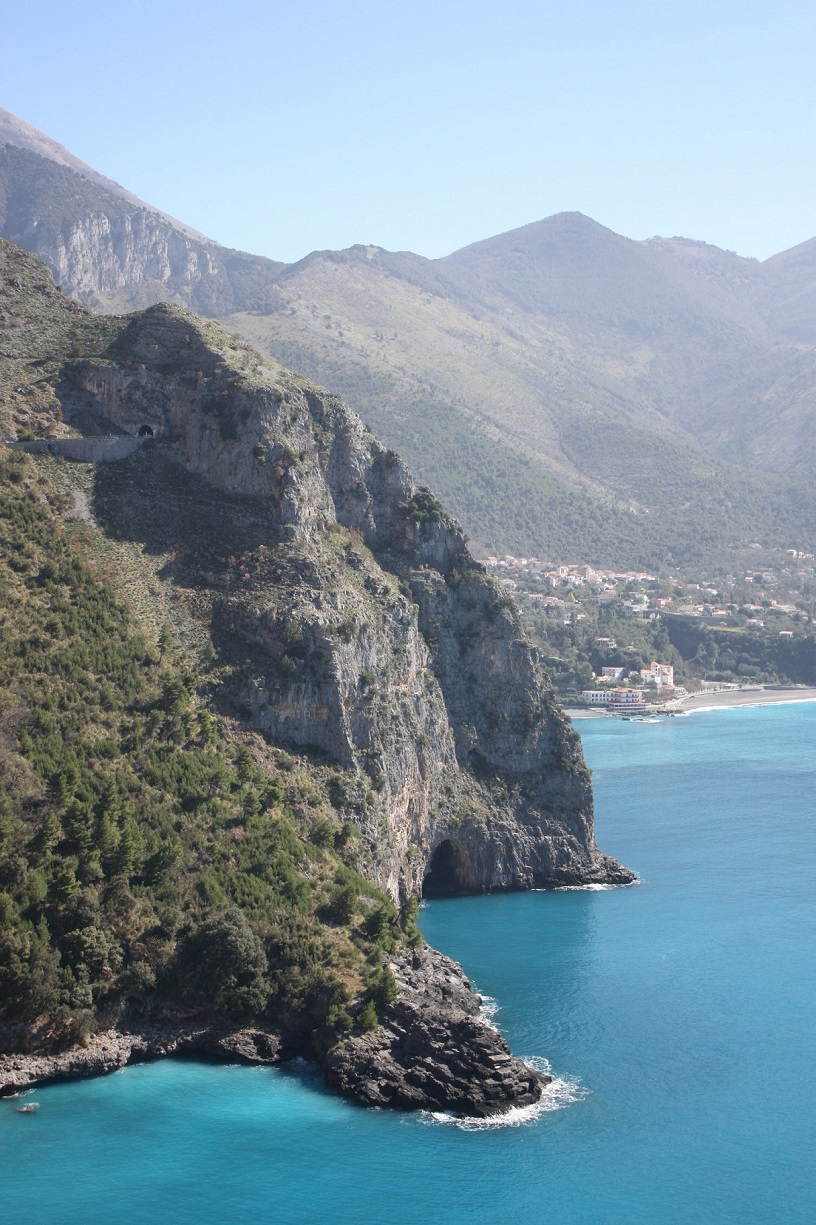
Falesia sulla costa di Acquafredda di Maratea.

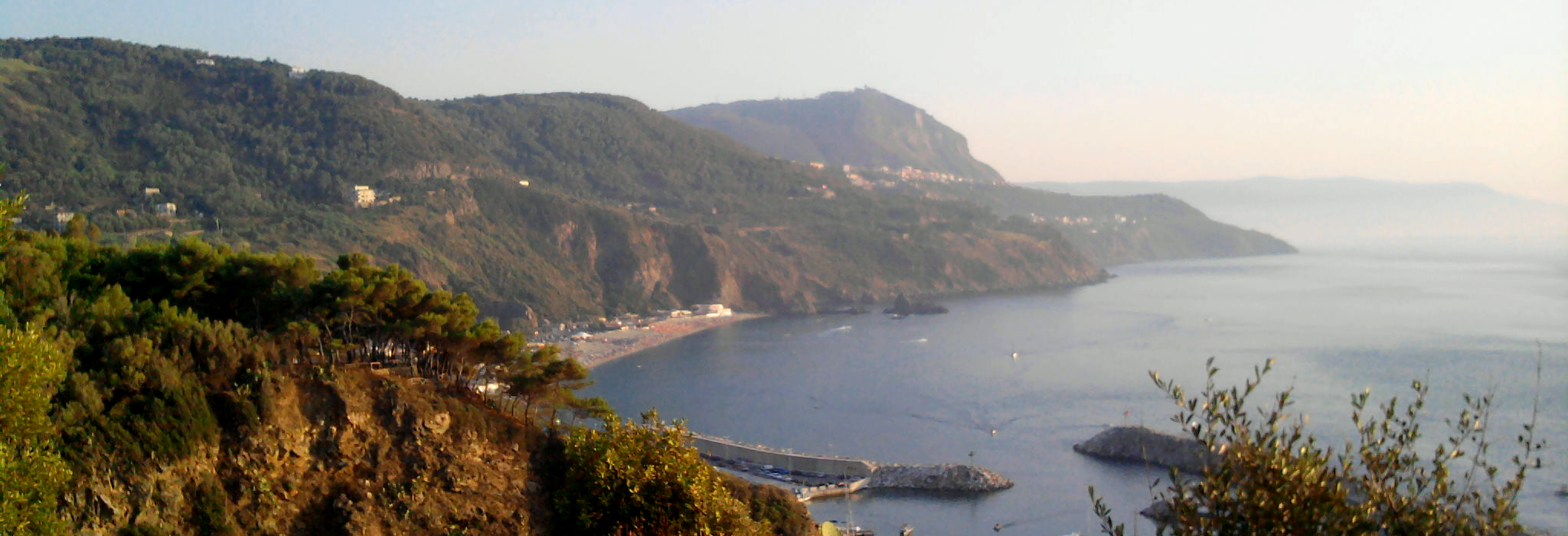
Le falesie della Costa Viola a Palmi

Le falesie sono elencate a partire dalle falesie del lago di Garda, per poi passare a quelle delle coste marine italiane, dal confine con la Francia e seguendo la penisola, verso il confine con la Slovenia; seguono le falesie delle isole maggiori.
- Acquafredda di Maratea, Basilicata
- Riviera del Limoni del Garda, Lombardia
- Cinque terre, Liguria
- Romito, Toscana
- Monte Argentario, Toscana
- Circeo, Lazio
- Faraglioni di Capri, Campania
- Costiera amalfitana, Campania
- Costa Viola (Palmi), Calabria
- Golfo di Gaeta, Lazio
- Vieste, Puglia
- Mattinata, Puglia
- Polignano a Mare, Puglia
- Torre Sant'Andrea, Puglia
- Monte Conero, Marche
- Falesie di Duino, Venezia Giulia
- Capo Caccia (Alghero), Sardegna
- Asinara, Sardegna
- Pan di Zucchero (Sulcis Iglesiente), Sardegna
- Scala dei Turchi Realmonte (Agrigento), Sicilia
- Sapri, (Salerno), Campania

### Malta

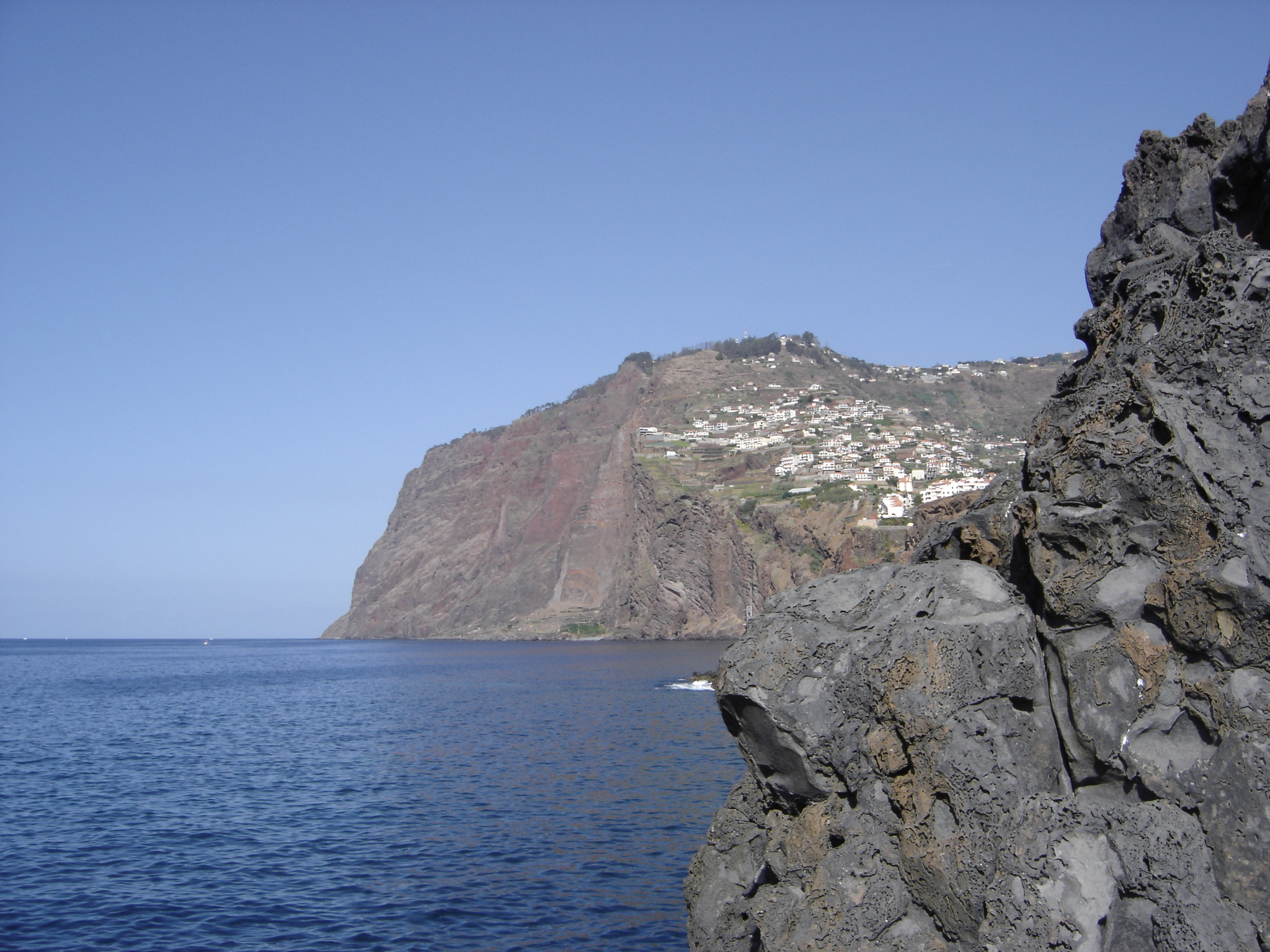
Cabo Girão, Portogallo

- Finestra Azzurra, Gozo (crollata nel marzo 2017)

### Norvegia
- Preikestolen
- Uria Iomvia, Bjoernoeya, Isole Svalbard

### Portogallo
- Cabo Girão, Isola di Madera, 586 m
- Cabo da Roca, 150 m sull'oceano Atlantico, è anche il punto più a ovest della massa continentale europea (di tutto il continente, esclusa l'Islanda, è Slea Head in Irlanda)
- Cabo de São Vicente, Sagres

#### ENG

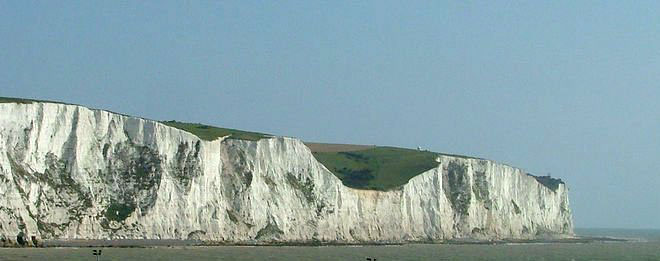
Le Bianche scogliere di Dover

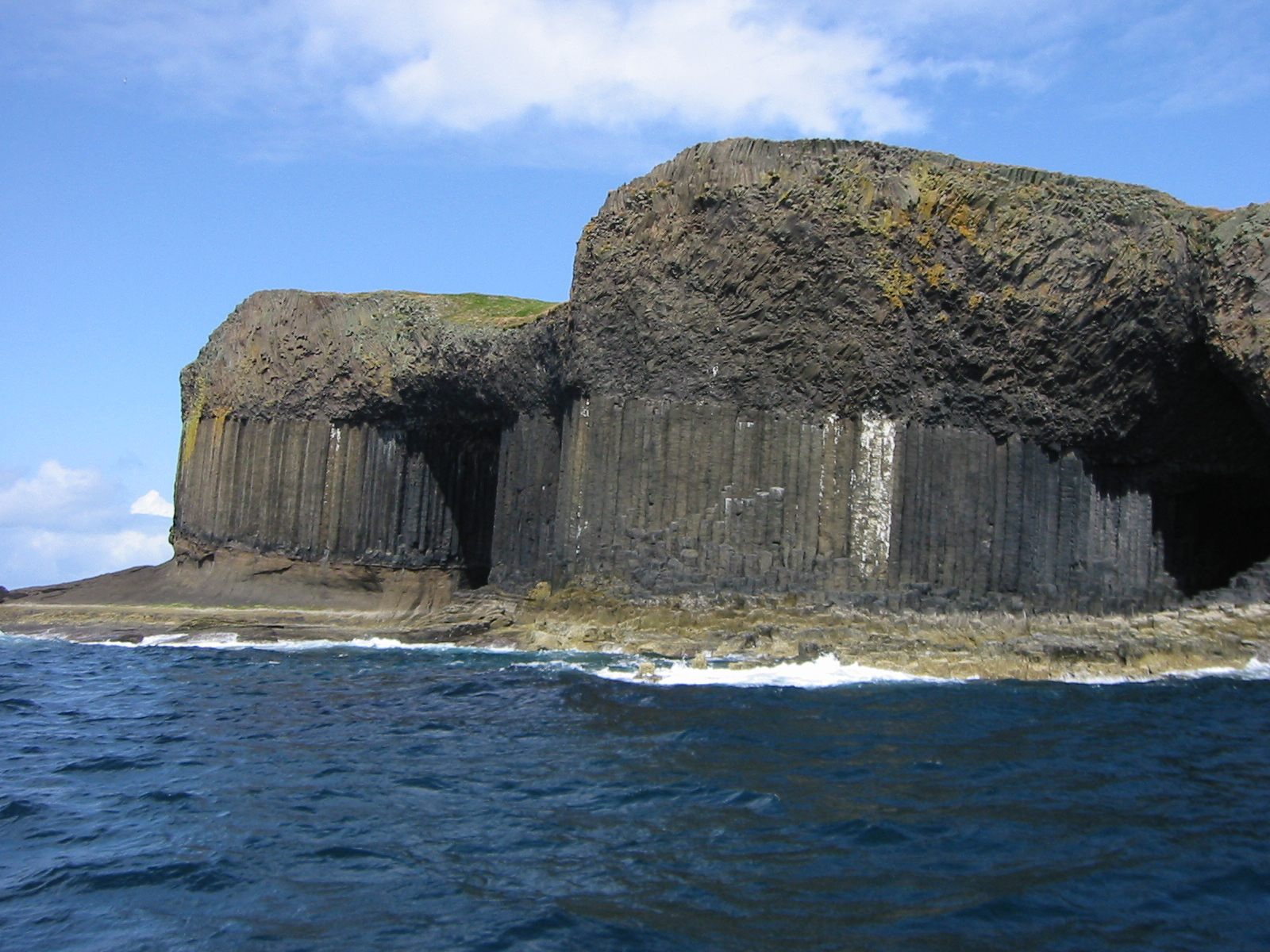
Staffa

### Regno Unito

#### Inghilterra
- Beachy Head, 162 m sopra il Canale della Manica
- Bianche scogliere di Dover, 100 m sul Canale della Manica
- Dunnet Head
- Isola di Skye
- Staffa

#### Irlanda del Nord
- Carrick-a-Rede
- Selciato del Gigante

#### Isola di Man
- Port Eirin

### Spagna
- Vixía Herbeira, Galizia, 621 m sull'Oceano Atlantico

### Stati Uniti
- Molokai, Hawaii
- Black's Beach, California

### Turchia
- Adalia

## Galleria d'immagini
L'aspetto delle falesie è il risultato di una lunghissima evoluzione durata migliaia di anni.

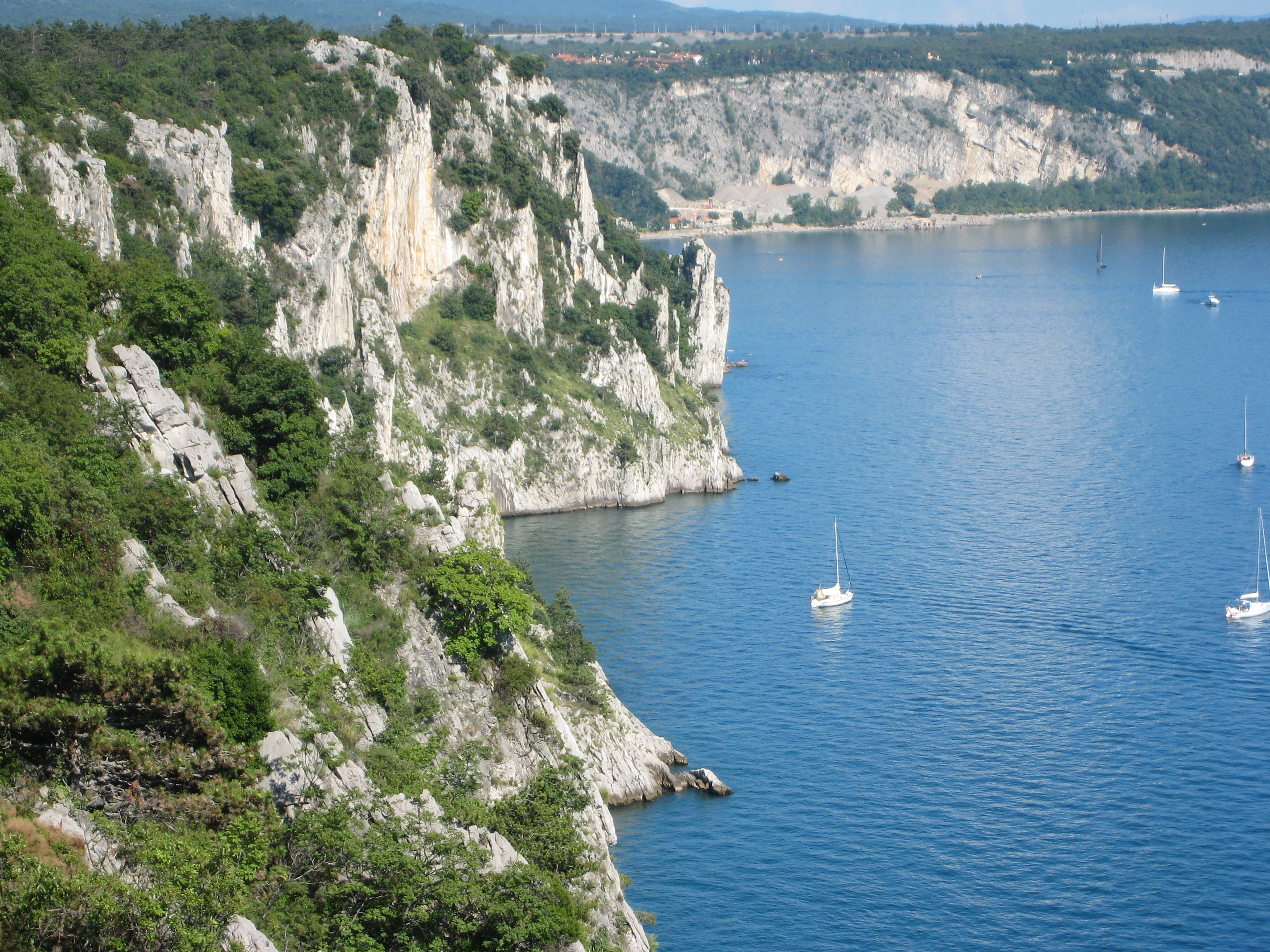
Falesia vista dalla Riserva naturale delle Falesie di Duino/Sentiero Rilke
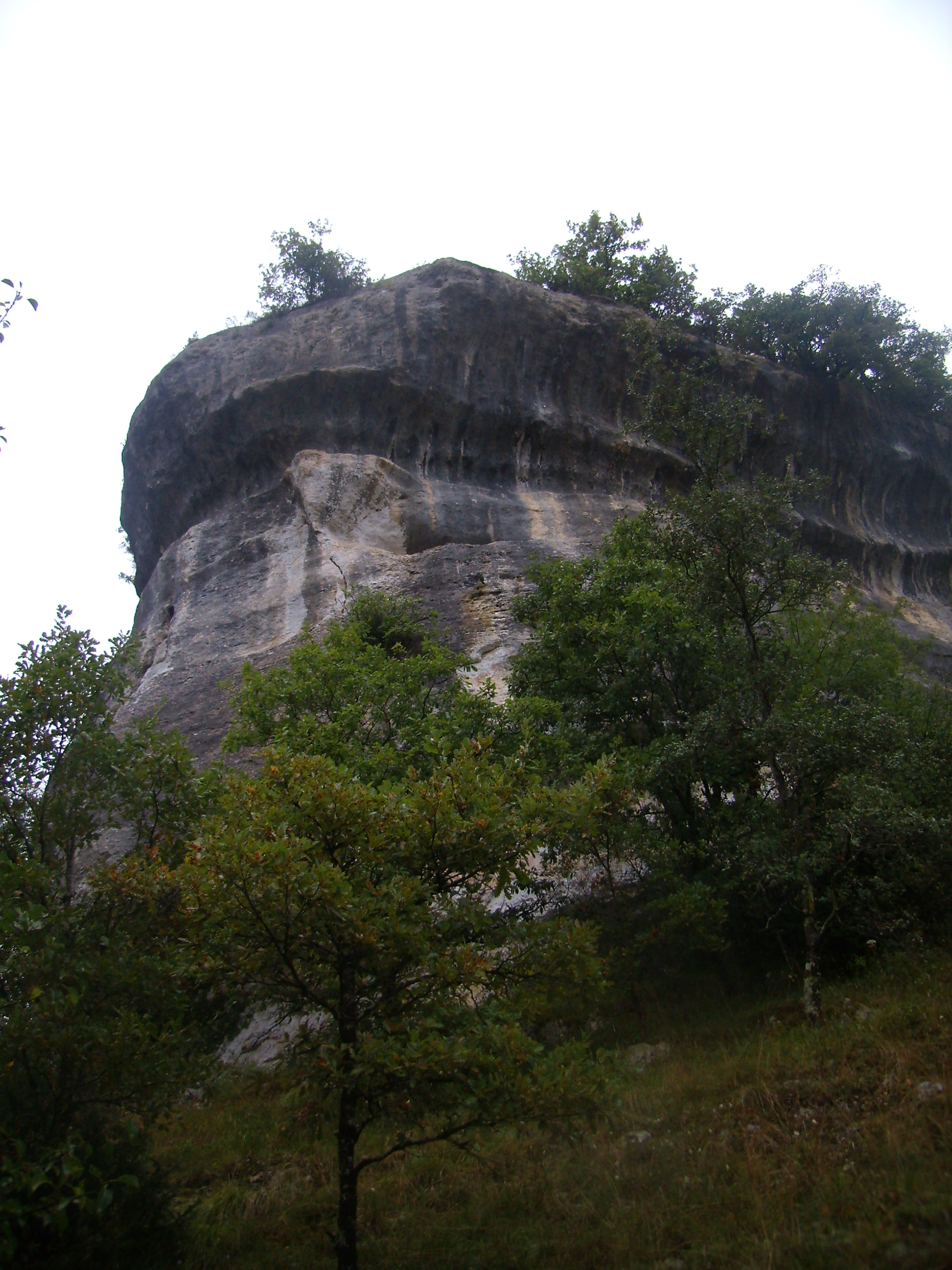
Falesia di Font-de-Gaume, Les Eyzies-de-Tayac-Sireuil, Périgord, Francia
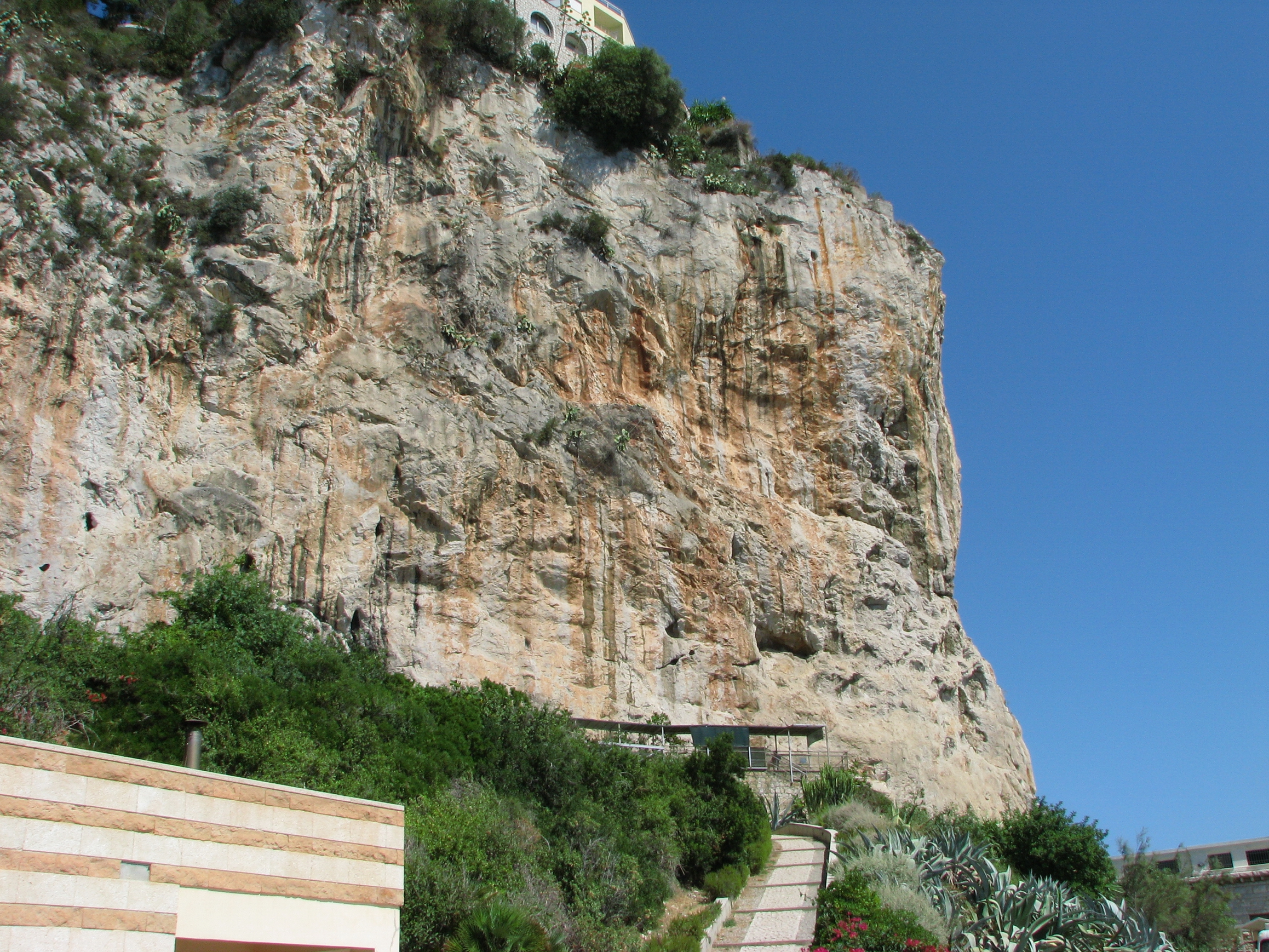
Falesia dei Balzi Rossi, Ventimiglia, Liguria
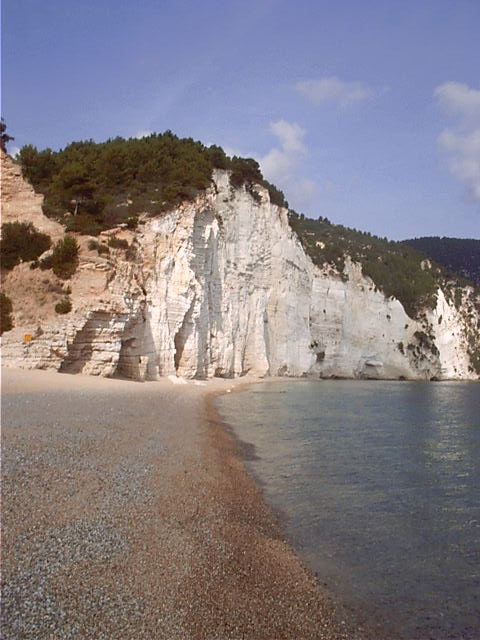
Falesie nella Baia di Vignanotica presso Mattinata (FG) sul Gargano
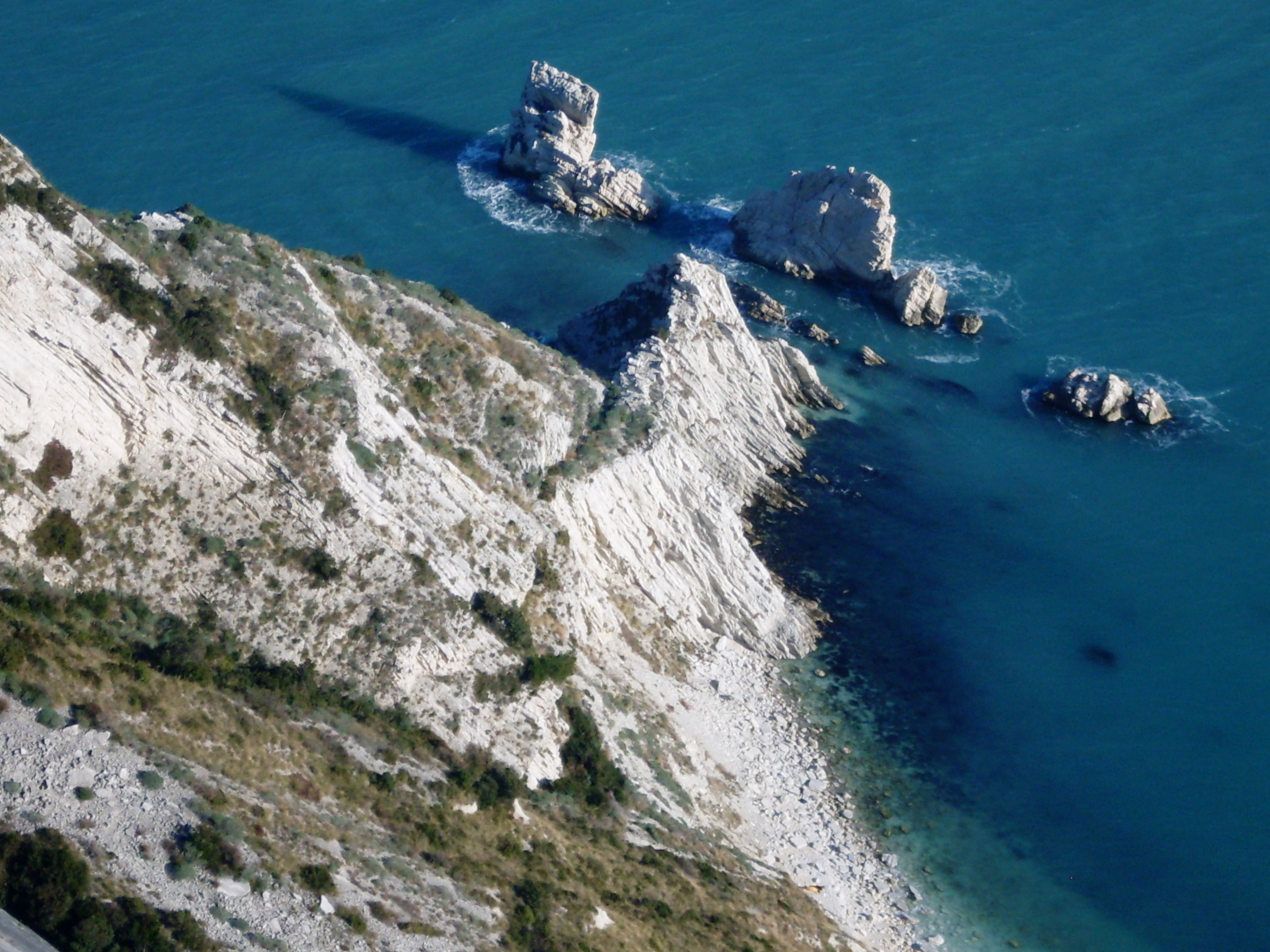
Falesie della riviera del Conero a picco sugli scogli delle Due Sorelle